# Dannstadt-Schauernheim

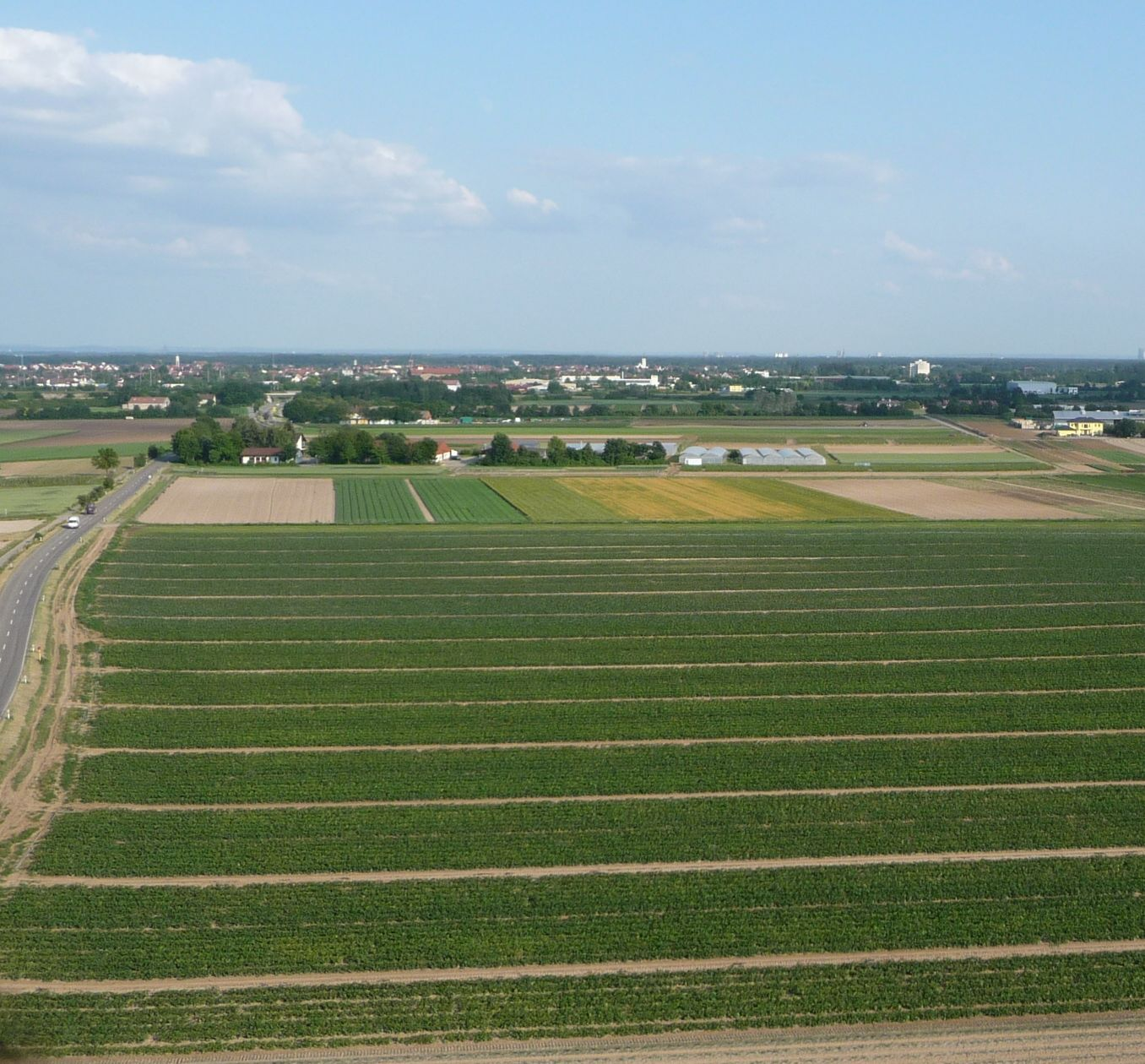
Landschaftsbild von Dannstadt-Schauernheim

Dannstadt-Schauernheim ist eine Ortsgemeinde und zugleich Verwaltungssitz der gleichnamigen Verbandsgemeinde im rheinland-pfälzischen Rhein-Pfalz-Kreis. Sie liegt südwestlich von Ludwigshafen in der vorderpfälzischen Rheinebene.

## Geographie
Dannstadt-Schauernheim liegt innerhalb der Pfalz etwa zwölf Kilometer westlich von Ludwigshafen am Rhein, etwa 15 Kilometer westlich des Rheines (Konrad-Adenauer-Brücke zwischen Ludwigshafen und Mannheim) und ungefähr 15 Kilometer nördlich von Speyer. Direkte Nachbarorte sind
- Mutterstadt, ca. 3 km östlich
- Schifferstadt, ca. 6 km südlich
- Böhl-Iggelheim
- Hochdorf-Assenheim, ca. 1 km westlich
- Rödersheim-Gronau
- Gönnheim
- Fußgönheim, ca. 3 km nördlich

Die Ortsgemeinde selbst besteht aus den Ortsteilen Dannstadt im Süden und Schauernheim im Norden sowie aus den Wohnplätzen Adonisröschenhof, Falkenhof, Hinter dem Münchhof, Münchhof, Hof im Fallgarten und Schwanenhof am Kreuz.
Mitten durch den Ort verläuft der Riedgraben. Am südlichen Siedlungsrand nimmt er von links den Schlachtgraben auf. Der Riedgraben mündet innerhalb des Gemeindegebiets in die Marlach, die zuvor innerhalb von Schauernheim den Stechgraben aufnimmt, um kurze Zeit später in den Floßbach zu münden. Letzterer nimmt vor Ort außerdem den Wiesengraben auf.

## Geschichte
Archäologische Funde aus der Zeit der Kelten und der Römer bei Dannstadt sind die ältesten Zeugnisse von Siedlungen im Gemeindegebiet, das der Latènekultur zuzuordnen ist. Erstmals urkundlich erwähnt werden sowohl Dannstadt als auch Schauernheim Ende des 8. Jahrhunderts. Bereits seit Beginn der Franzosenzeit teilen sie eine gemeinsame Geschichte.
Die Ortsgemeinde Dannstadt-Schauernheim entstand am 7. Juni 1969 im Zuge der ersten rheinland-pfälzischen Verwaltungsreform durch Zusammenschluss der Gemeinden Dannstadt und Schauernheim  in dem 1939 gebildeten Landkreis Ludwigshafen am Rhein. Mittlerweile ist die Kommune Teil des Rhein-Pfalz-Kreises. 1972 wurde sie Verwaltungssitz der neu geschaffenen gleichnamigen Verbandsgemeinde. Im Jahr 1988 wohnten in Dannstadt 4568 Einwohner, in Schauernheim 2219 Einwohner.

### Konfessionsstatistik
Mit Stand 30. Juni 2005 waren von den Einwohnern 38,3 % evangelisch und 36,9 % römisch-katholisch, 24,8 % waren konfessionslos oder gehörten einer anderen Glaubensgemeinschaft an. Der Anteil der evangelischen und katholischen Kirchenmitglieder an der Gesamtbevölkerung ist seitdem beträchtlich gesunken. Mit Stand Juli  2025 waren von den Einwohnern 24,9 % evangelisch und 24,1 % katholisch; 51,0 % waren konfessionslos oder gehörten einer anderen Glaubensgemeinschaft an.

## Religion

### Kirchen
- Katholische Kirchengemeinde St. Michael Dannstadt
- Protestantische Kirchengemeinde Dannstadt

## Politik

### Gemeinderat

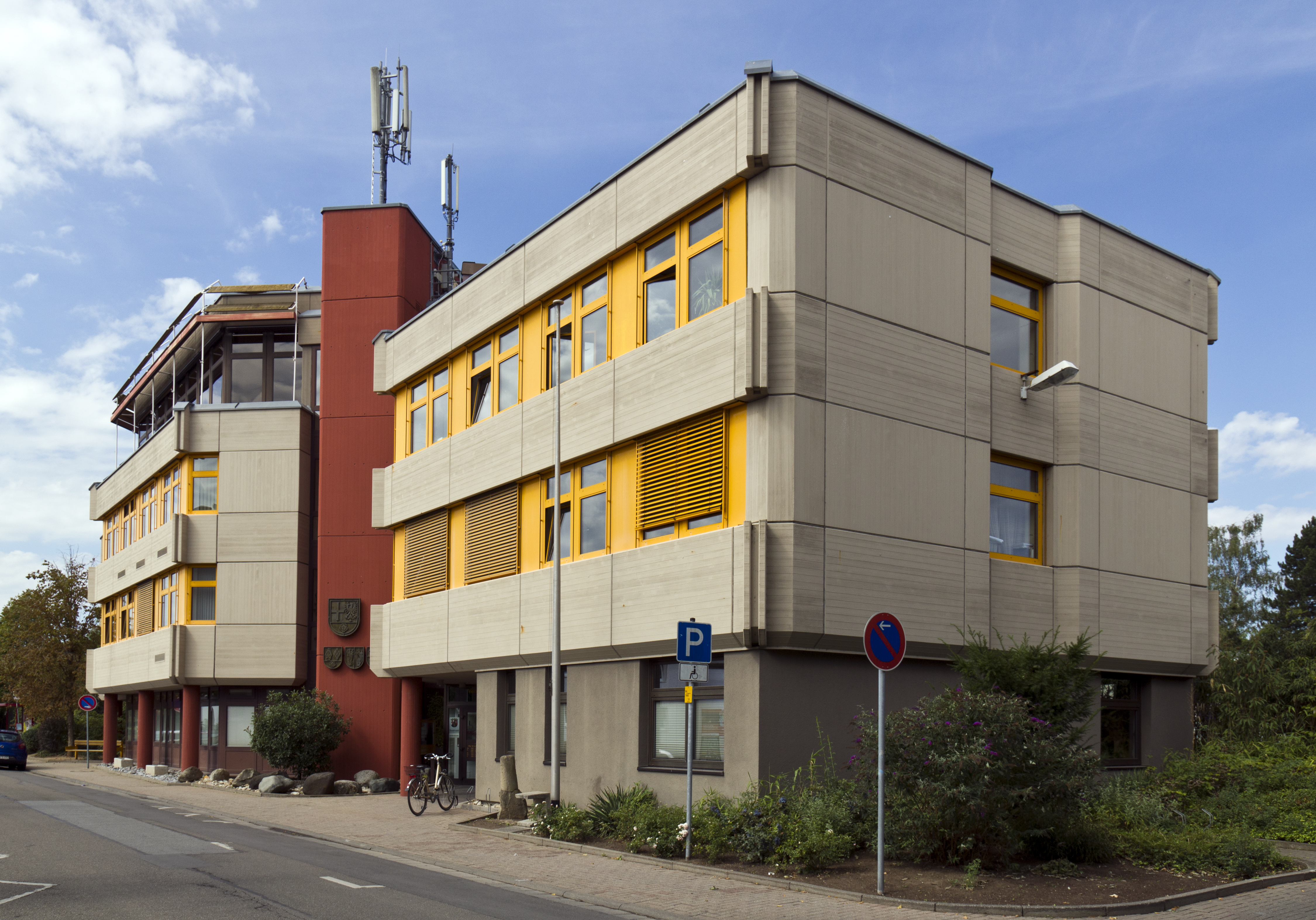
Das Rathaus in Dannstadt

Der Gemeinderat in Dannstadt-Schauernheim besteht aus 24 Ratsmitgliedern, die bei der Kommunalwahl am 9. Juni 2024 in einer personalisierten Verhältniswahl gewählt wurden, und der ehrenamtlichen Ortsbürgermeisterin als Vorsitzender. Bis zur Kommunalwahl 2019 waren es 22 Ratsmitglieder.
Die Sitzverteilung im Gemeinderat:
| Wahl | SPD | CDU | Grüne | FDP | Gesamt   |
| ---- | --- | --- | ----- | --- | -------- |
| 2024 | 6   | 13  | 2     | 3   | 24 Sitze |
| 2019 | 6   | 11  | 4     | 3   | 24 Sitze |
| 2014 | 7   | 12  | 2     | 1   | 22 Sitze |
| 2009 | 7   | 12  | –     | 3   | 22 Sitze |
| 2004 | 7   | 13  | –     | 2   | 22 Sitze |

### Bürgermeister
Ortsbürgermeisterin von Dannstadt-Schauernheim ist Manuela Winkelmann (CDU). Bei der Direktwahl am 26. Mai 2019 wurde sie mit einem Stimmenanteil von 56,42 % gewählt und ist damit Nachfolgerin von Bernd Fey (CDU), der nicht mehr kandidiert hatte. Bei der Direktwahl am 9. Juni 2024 wurde sie als einzige Bewerberin mit 69,0 % für weitere fünf Jahre in ihrem Amt bestätigt.

### Wappen
| Wappen von Dannstadt-Schauernheim | Blasonierung: „Über goldenem Schildfuß, darin eine fünfblättrige rote Rosenblüte, in Blau rechts eine rotverzierte goldene Mitra, links ein goldenes Schretzel.“                   |
| Wappen von Dannstadt-Schauernheim | Wappenbegründung: Die Rose und die Mitra entstammen dem alten Wappen von Dannstadt, das Schretzel dem von Schauernheim. Es wurde 1977 von der Bezirksregierung Neustadt genehmigt. |

### Partnerschaften
Dannstadt-Schauernheim pflegt seit 1991 eine Partnerschaft mit Schackstedt in Sachsen-Anhalt und seit 2006 mit Bétheny, Département Marne, in der Champagne.

## Kultur und Sehenswürdigkeiten

### Kulturdenkmäler

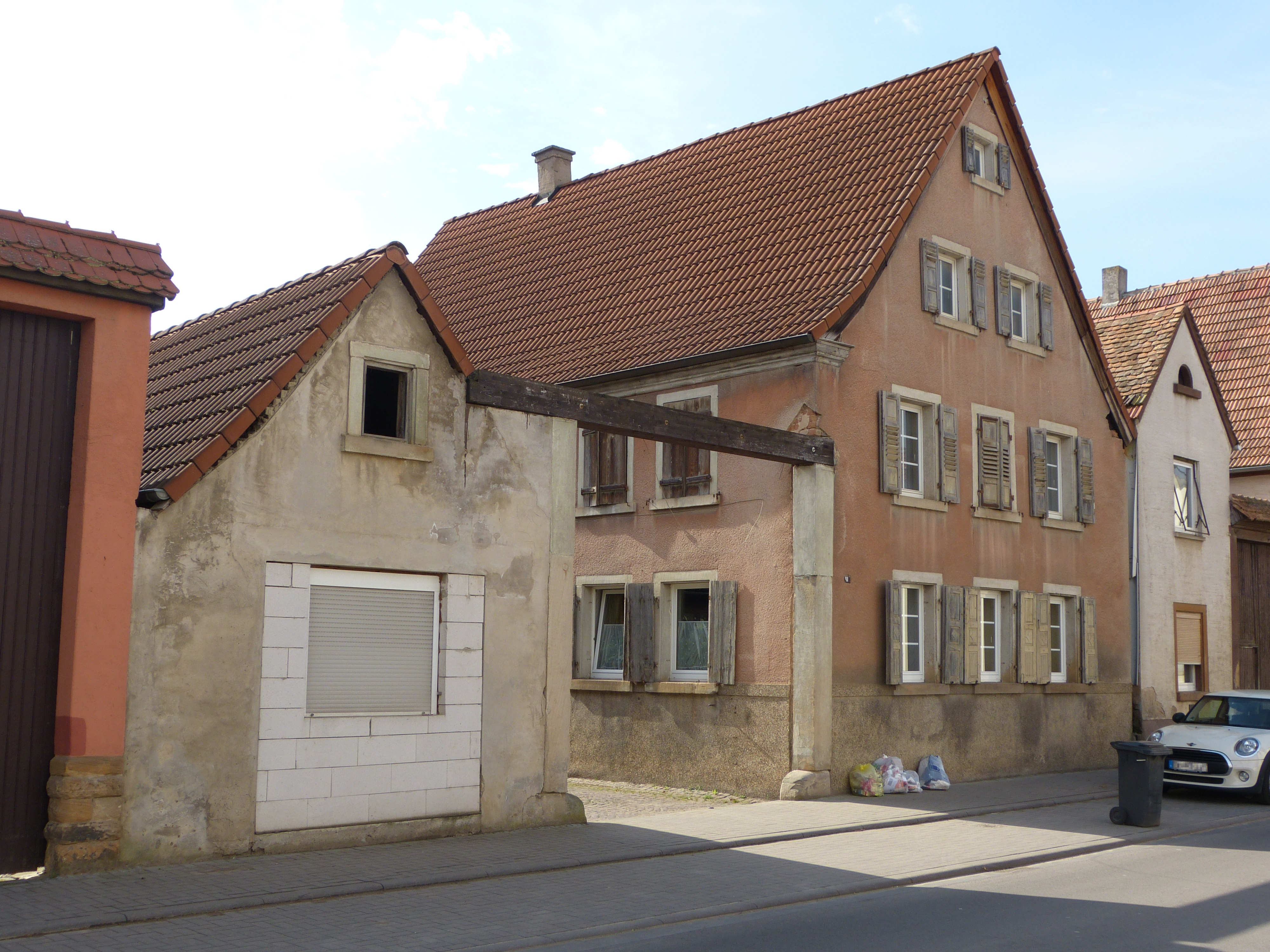
Denkmalgeschützte Hofanlage

Vor Ort existieren insgesamt 29 Objekte, die unter Denkmalschutz stehen, darunter die katholischen Kirchen St. Michael und St. Cäcilia sowie der evangelischen Kirche in Dannstadt und der Melanchthonkirche.

### Natur
Innerhalb des Gemeindegebiets existieren die Naturschutzgebiete Gräberfeld bei Dannstadt und Gräberfeld bei Dannstadt (Erweiterung). Mit dem Langen Stein steht zudem ein Menhir innerhalb der Gemarkung.

### Mundart
Dannstadt-Schauernheim widmet sich – über seinen Kultur- und Heimatverein und in Zusammenarbeit mit der Kreisvolkshochschule – intensiv der Pflege der Pfälzer Mundart und veranstaltet seit 1988 alljährlich im Mai den Mundartwettbewerb Dannstadter Höhe, dessen Endrunde im Ortsteil Dannstadt ausgetragen wird. Sparten sind Mundartlyrik und -prosa. Die Sparte Szenische Darstellung wurde nach einigen Jahren wieder eingestellt. Anfang 2024 wurde entschieden, dass der Wettbewerb bis auf Weiteres pausiert.

### Kunst im öffentlichen Bereich

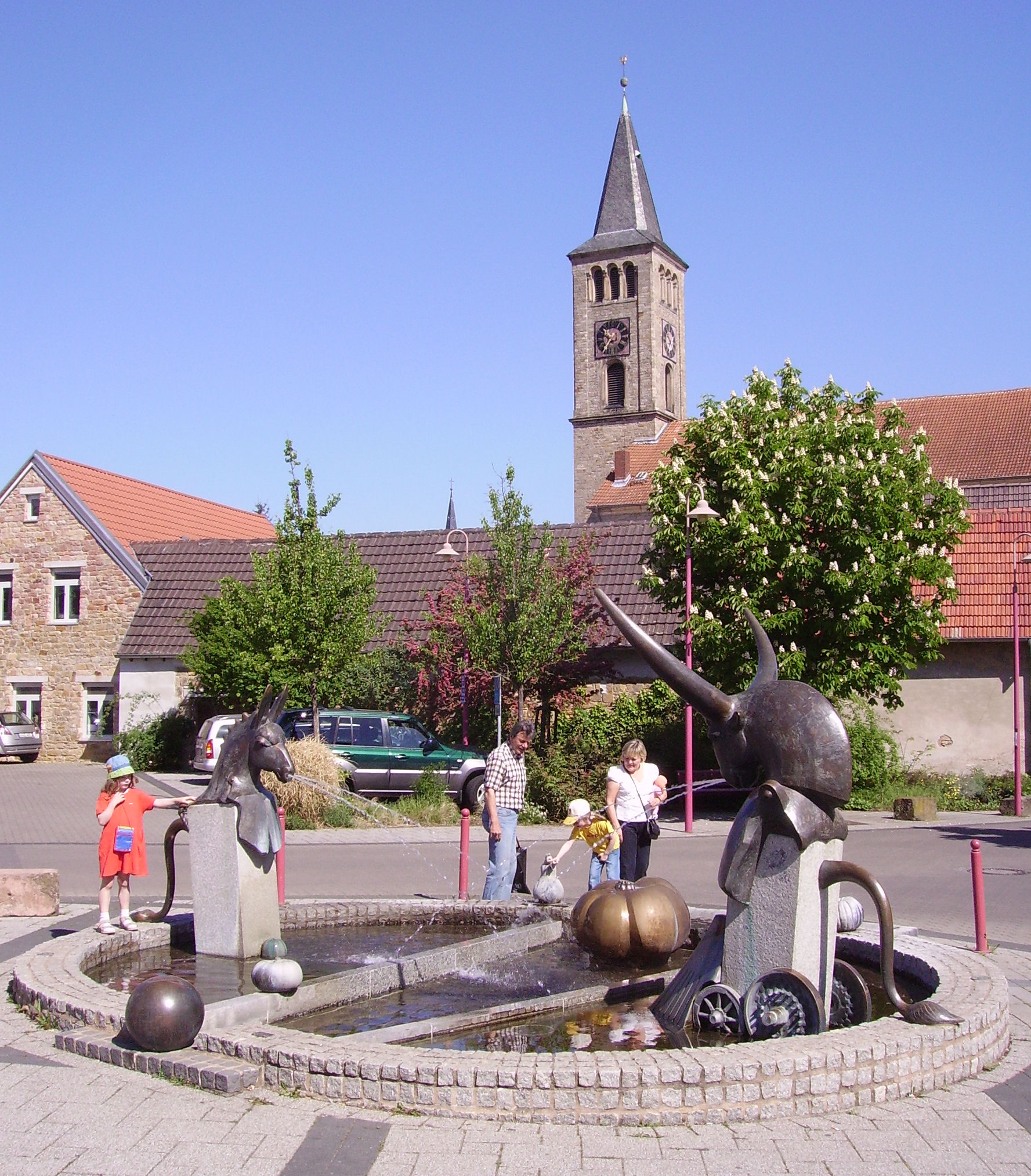
Ochs- und Eselbrunnen

In und um Dannstadt-Schauernheim sind mehrere Skulpturen und Wandmalereien zu finden. Der Ochs- und Eselbrunnen, zentral im alten Ortskern von Dannstadt gelegen, gilt als ihr bekanntester Vertreter im Gemeindegebiet. Er wurde von Barbara und Gernot Rumpf in den 1990er Jahren gestaltet. Ein Mundartdichter aus der Region hat darüber ein Gedicht im Pfälzer Dialekt geschrieben, in dem es zwischen Ochs und Esel zu einem nächtlichen Streit kommt, den ein zufälliger Passant entscheiden muss. Das Gedicht wurde im Rahmen des 30. Mundart-Wettbewerbs Dannstadter Höhe veröffentlicht.

### Sport
Mit der FG Dannstadt existiert vor Ort ein Fußballverein.

## Wirtschaft und Infrastruktur

### Verkehr

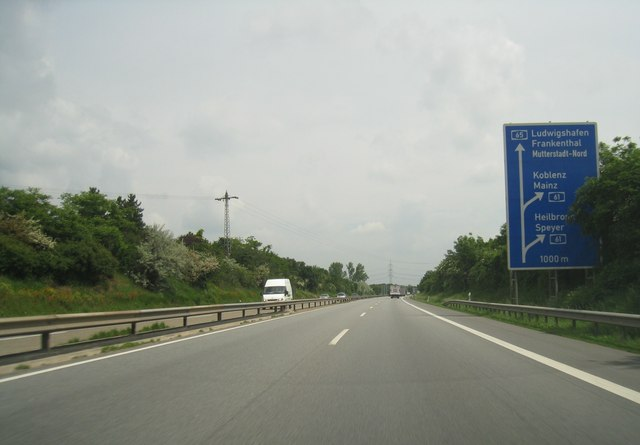
Bundesautobahn 65 innerhalb von Dannstadt-Schauernheim

Zwischen den Ortsteilen Dannstadt und Schauernheim verläuft die A 65, an der die Gemeinde vor Ort über eine Anschlussstelle verfügt. Eine Brücke darüber verbindet die beiden Ortschaften. Die A 65 führt in östlicher Richtung nach Ludwigshafen, in südwestlicher Richtung nach Neustadt an der Weinstraße und Landau. Etwa 500 Meter östlich liegt das Autobahnkreuz Mutterstadt, worüber zusätzlich die A 61 zu erreichen ist.
Durch Dannstadt-Schauernheim verlaufen außerdem die Landesstraßen 454 von Schifferstadt nach Fußgönheim und 530 von Meckenheim nach Mutterstadt, die sich im Ortsteil Dannstadt kreuzen. Die Kreisstraße 22 stellt außerdem eine Verbindung nach Böhl-Iggelheim her.
Im öffentlichen Personennahverkehr ist die Gemeinde – sowohl von Dannstadt als auch von Schauernheim aus – durch den Verkehrsverbund Rhein-Neckar (VRN) über die Buslinien 571 und 580 mit Ludwigshafen am Rhein sowie den Bahnhöfen in Haßloch und Deidesheim verbunden. An die Straßenbahnhaltestellen Maxdorf und Fußgönheim (beide Rhein-Haardtbahn) sowie den S-Bahnhof Schifferstadt ist die Ortsgemeinde durch eine Ruftaxilinie angebunden.

### Behörden
In Dannstadt liegt das Gebäude der Verbandsgemeindeverwaltung. Dort sind die für die verbandsangehörigen Ortsgemeinden zuständigen Ämter angesiedelt. Der Sitzungssaal im obersten Stockwerk dient sowohl den Ortsgemeinderäten als auch dem Verbandsgemeinderat. Die Gemeinde gehört außerdem zum Zuständigkeitsbereich des Amtsgericht Ludwigshafen am Rhein.

### Energie

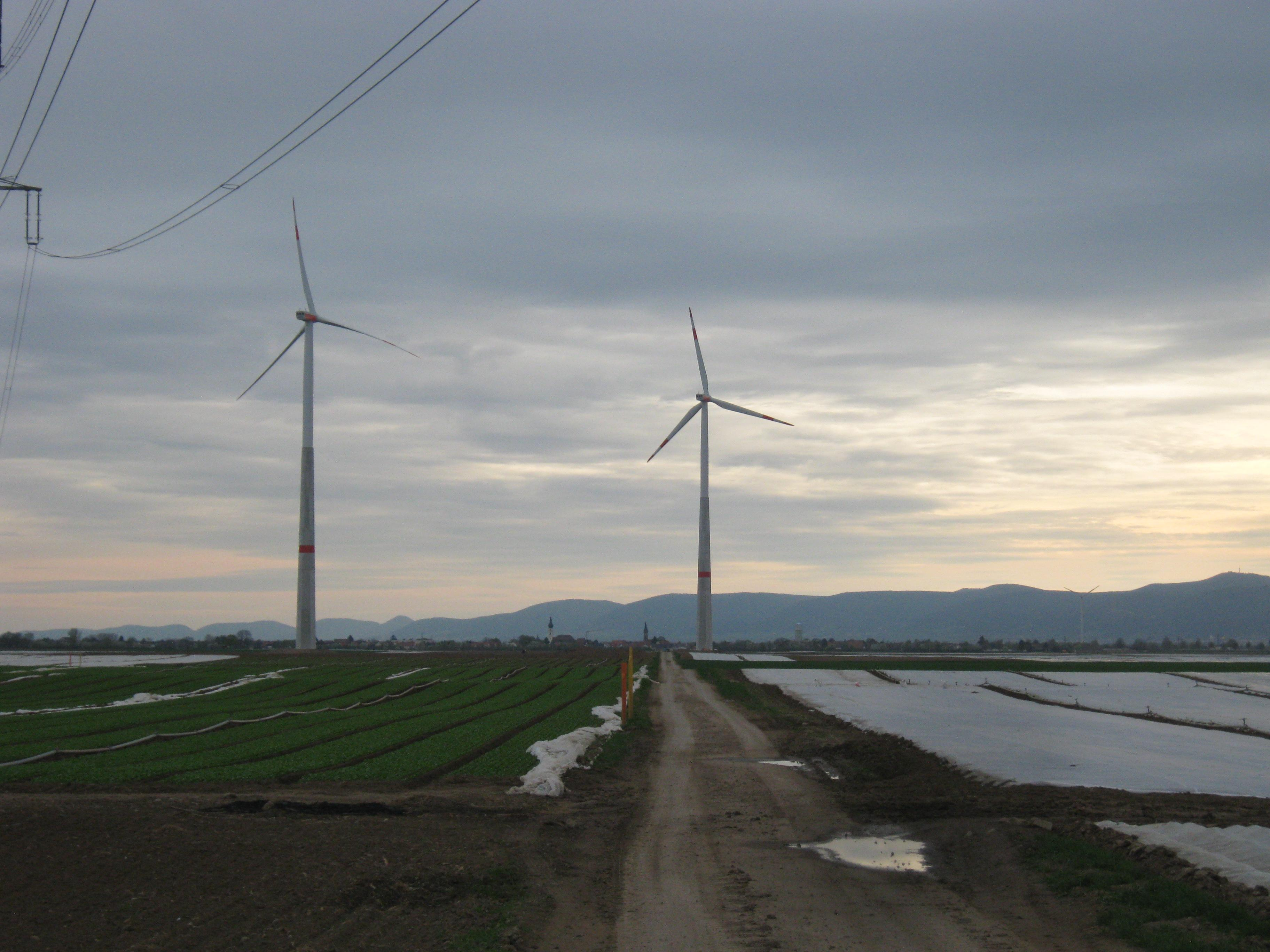
Windkraftanlagen Dannstadt-Schauernheim

2010 wurden in Dannstadt-Schauernheim zwei Windkraftanlagen vom Typ Kenersys K100 in Betrieb genommen. Mit 135 Meter Nabenhöhe und 100 Meter Rotordurchmesser sind sie die zweithöchsten Windkraftanlagen in Rheinland-Pfalz. Sie leisten jeweils 2,5 MW und können gemeinsam etwa 4500 Haushalte mit Strom versorgen.

### Tourismus
Durch das Gemeindegebiet verläuft der Salier-Radweg.

## Persönlichkeiten

### Sohn der Gemeinde
- Wilhelm Ohler (1870–1948), Politiker (DNVP)

### Personen, die vor Ort gewirkt haben
- Fritz Herrfurth (1899–1944), Bildhauer, schuf 1929 vor Ort das Kriegerdenkmal
- Wolfgang Güllich (1960–1992), Sportkletterer, lebte in Dannstadt-Schauernheim.
- Hanna-Elisabeth Müller (* 1985), Opern-, Konzert- und Liedsängerin (Sopran), wuchs in Dannstadt auf.
- Gerhard Fouquet (* 1952), Historiker und pensionierter Professor, zuletzt an der Universität Kiel, wuchs in Dannstadt auf.